# محمد غريب جودة
محمد غريب جودة (مواليد 6 يناير 1950 في الإسماعيلية، مصر) هو قاص وباحث ومترجم مصري. بدأ نشر مؤلفاته في ثمانيات القرن العشرين،و له العديد من المؤلفات والمترجمات المنشورة.

## دراسته
تخرج من كلية العلوم الزراعية في جامعة القاهرة عام 1976.

## مؤلفاته
| م  | العمل                                                                                     | دوره        | عام الإصدار | الناشر                                                           | عدد الصفحات | رقم تعريفي                           | مراجع         |
| -- | ----------------------------------------------------------------------------------------- | ----------- | ----------- | ---------------------------------------------------------------- | ----------- | ------------------------------------ | ------------- |
| 1  | صور أفريقية: نظرة على حيوانات أفريقيا                                                     | مترجم ومعلق | 1984        | الهيئة المصرية العامة للكتاب                                     | 232         |                                      | [ 2 ]         |
| 2  | تربية أسماك الزينة                                                                        | مترجم       | 1990        | الهيئة المصرية العامة للكتاب                                     | 168         | {{ردمك\|9770124559}}                 | [ 3 ] [ 4 ]   |
| 3  | 42 سؤالا وجوابا عن الفيلة                                                                 | مؤلف        | 1992        |                                                                  |             |                                      | [ 5 ]         |
| 4  | 40 سؤالا وجوابا عن الجمل                                                                  | مؤلف        | 1993        | دار الطلائع للنشر والتوزيع والتصدير                              |             |                                      | [ 6 ]         |
| 5  | معارك إسلامية خالدة: معركة الزلاقة                                                        | مؤلف        | 1993        | دار الطلائع للنشر والتوزيع والتصدير                              | 80          |                                      | [ 7 ]         |
| 6  | معركة ذات الصواري                                                                         | مؤلف        | 1993        | دار الطلائع للنشر والتوزيع والتصدير                              | 64          |                                      | [ 8 ]         |
| 7  | بستان المعلومات للفتية والفتيات: الدببة في خمسين سؤال وجواب                               | مؤلف        | 1994        | دار الطلائع للنشر والتوزيع والتصدير                              | 80          |                                      | [ 9 ] [ 10 ]  |
| 8  | دليلك إلى الإنجليزية المتخصصة المراسلة العامة ومراسلات التجارة والأعمال باللغة الإنجليزية | مؤلف        | 1994        | دار الطلائع للنشر والتوزيع والتصدير                              |             |                                      | [ 11 ]        |
| 9  | إنجليزية البحث عن الوظائف                                                                 | مؤلف        | 1995        | دار الطلائع للنشر والتوزيع والتصدير                              |             |                                      | [ 1 ]         |
| 10 | معجم الأدوات الكتابية والمطبوعات                                                          | مؤلف        | 1995        | مكتبة ابن سينا                                                   |             |                                      | [ 12 ]        |
| 11 | موجز تاريخ العلم والحضارة في الصين                                                        | مترجم       | 1995        | الهيئة المصرية العامة للكتاب                                     | 496         | {{ردمك\|9770145939}}                 | [ 13 ] [ 14 ] |
| 12 | الحروب والمعارك: لمحات من تاريخها وقبسات من غرائبها                                       | مؤلف        | 1996        | دار الطلائع للنشر والتوزيع والتصدير                              | 128         |                                      | [ 1 ]         |
| 13 | عالم تسكنه الشياطين: الفكر العلمي في مواجهة الدجل والخرافة                                | مترجم ومعلق | 1996        | الهيئة المصرية العامة للكتاب                                     | 554         | {{ردمك\|9789774195075\|9774195078 }} | [ 15 ] [ 16 ] |
| 14 | المسابقات الثقافية للشباب: اختبارات، مناقشات، معلومات غزيرة                               | مؤلف        | 1996        | دار الطلائع للنشر والتوزيع والتصدير                              |             |                                      | [ 17 ]        |
| 15 | البراكين وحرارة جوف الأرض                                                                 | مؤلف        | 1996        | دار الطلائع للنشر والتوزيع والتصدير                              |             |                                      | [ 18 ] [ 19 ] |
| 16 | موسوعة إنجليزية السفر والسياحة                                                            | مؤلف        | 1997        | دار الطلائع للنشر والتوزيع والتصدير                              |             |                                      | [ 1 ]         |
| 17 | عباقرة علماء الحضارة العربية الإسلامية في العلوم الطبيعية والطب                           | مؤلف        | 1998        | مكتبة القرآن للطبع والنشر والتوزيع                               | 336         |                                      | [ 20 ]        |
| 18 | موجز تاريخ العالم                                                                         | مؤلف        | 1999 2000   | دار الطلائع للنشر والتوزيع والتصدير الهيئة المصرية العامة للكتاب | 304 311     | {{ردمك\|9770167126}}                 | [ 21 ] [ 22 ] |
| 19 | مغامرات فرسان الأندلس: الغارة على قراصنة بحر الشمال                                       | مؤلف        | 2001        | دار الطلائع للنشر والتوزيع والتصدير                              | 128         |                                      | [ 23 ]        |
| 20 | عباقرة علماء الحضارة العربية والإسلامية في العلوم الطبيعية والطب                          | مؤلف        | 2004        | الهيئة المصرية العامة للكتاب                                     | 243         |                                      | [ 24 ]        |
| 21 | موسوعة قواعد الإنجليزية                                                                   | مؤلف        | 2005        | مكتبة ابن سينا                                                   |             |                                      | [ 1 ]         |
| 22 | الموسوعة الشاملة والمعاصرة في قواعد اللغة الإنكليزية                                      | مؤلف        | 2005        | مكتبة ابن سينا                                                   | 335         | {{ردمك\|9772717662}}                 | [ 25 ] [ 26 ] |
| 23 | كيف تجيد الإنجليزية كلغة للثقافة والعلوم مرجعك الأساسي لتعليم اللغة الإنجليزية Culture    | مؤلف        | 2006        | دار الطلائع للنشر والتوزيع والتصدير                              |             |                                      | [ 27 ]        |
| 24 | موسوعة بلاد العالم                                                                        | مؤلف        | 2006        | دار الطلائع للنشر والتوزيع والتصدير                              | 255         |                                      | [ 28 ]        |
| 25 | تاريخ العالم بالسنوات والأحداث                                                            | مؤلف        | 2007        |                                                                  | 303         |                                      | [ 29 ]        |
| 26 | 46 سؤالا وجوابا عن المنصور ابن أبي عامر "أسد الأندلس الهصور"                              | مؤلف        | 2008        | دار الطلائع للنشر والتوزيع والتصدير                              | 79          | {{ردمك\|9772775409}}                 | [ 30 ] [ 31 ] |
| 27 | الزلازل والموجات الزلزالية البحرية                                                        | مؤلف        |             | دار الطلائع للنشر والتوزيع والتصدير                              |             |                                      | [ 32 ]        |
| 28 | حكاية المغول                                                                              | مؤلف        |             | دار الطلائع للنشر والتوزيع والتصدير                              |             |                                      | [ 33 ]        |
| 29 | 44 سؤال وجوابا عن الثعابين                                                                | مؤلف        |             | دار الطلائع للنشر والتوزيع والتصدير                              |             |                                      | [ 34 ]        |
| 30 | موسوعة السفر والسياحة                                                                     | مؤلف        |             | دار الطلائع للنشر والتوزيع والتصدير                              |             |                                      | [ 35 ]        |